# Ebersburg
Ebersburg è un comune tedesco di 4 704 abitanti,, situato nel land dell'Assia.